# Vlag van Putumayo

Vlag van Putumayo

De vlag van Putumayo bestaat uit drie even hoge horizontale banen in de kleurencombinatie groen-wit-zwart.
De zwarte kleur staat voor de olierijkdom van Putumayo, het groen symboliseert de bossen die tachtig procent van het oppervlak van het departement vormen en het wit staat voor de vriendelijke aard van de inwoners.
De vlag heeft dezelfde kleurencombinatie als de vlag van Extremadura.